# Culture de Wielbark

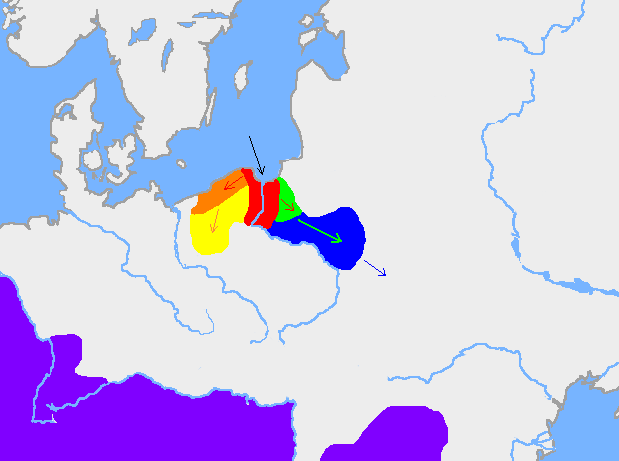
Expansion territoriale de la culture de Wielbark avant la migration vers la mer Noire.
Culture d’Oksywie
Expansion vers la Suisse kachoube
Expansion en Posnanie
Expansion en Mazovie
Expansion en Petite Pologne
Empire romain

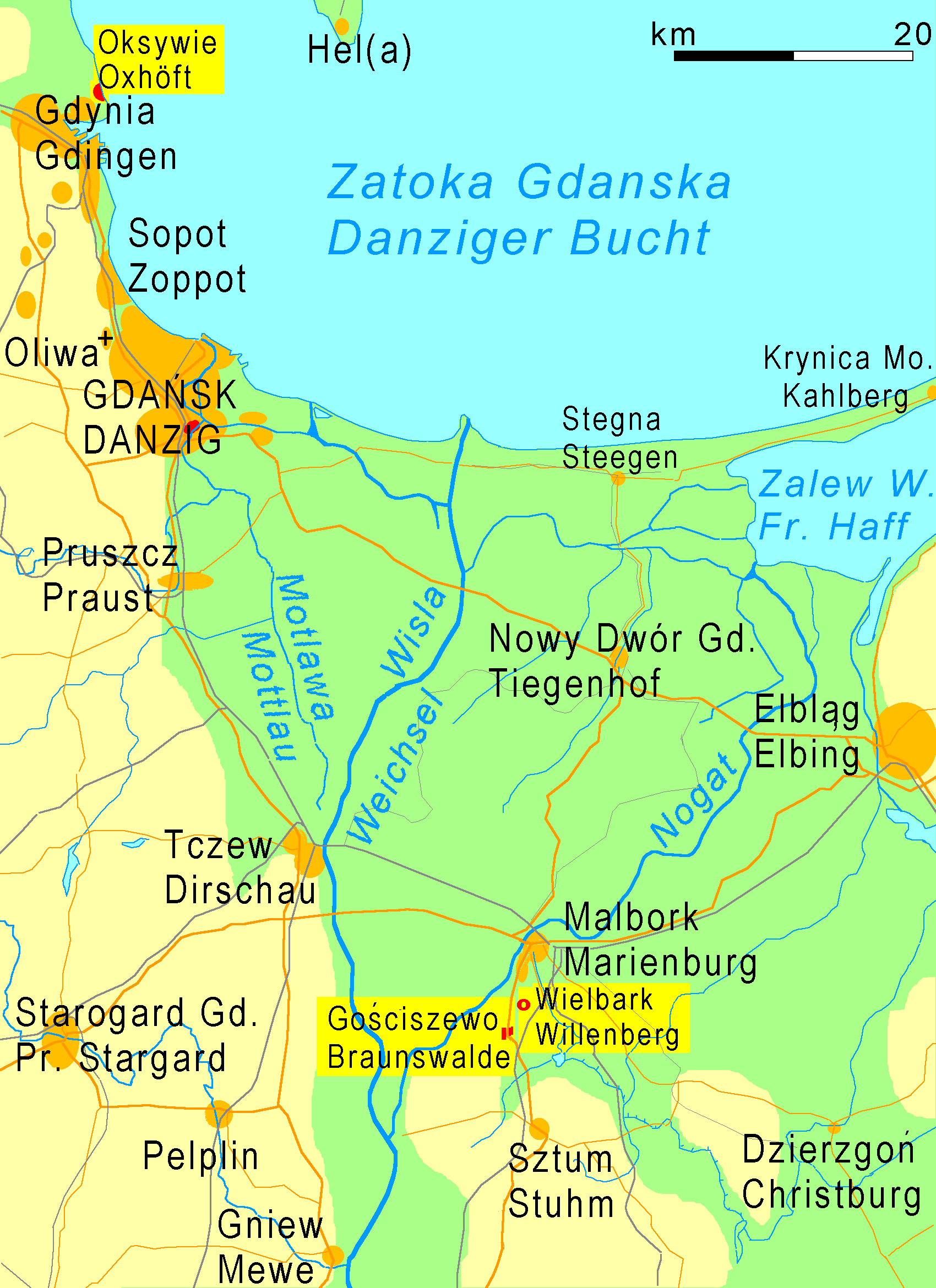
Emplacement des sites archéologiques des cultures de Wielbark et d'Oksywie dans le delta de la Vistule ; noms actuels et du XIXe siècle.

La culture de Wielbark (aussi appelée culture de Willenberg en allemand) est une culture archéologique protohistorique que les archéologues identifient parfois à celle des Goths. Elle est apparue dans la première moitié du Ier siècle apr. J.-C. dans la vallée de la basse Vistule, en Pologne, où elle a supplanté la culture d'Oksywie, liée à la culture de Przeworsk.

## Historique
La culture de Wielbark tire son nom d'un village où les Allemands ont découvert en 1873 un cimetière de plus de 3 000 tombes, attribuées aux peuples Goths et Gépides. Malheureusement, plusieurs des pierres de ce cimetière ont été déplacées et plusieurs sépultures endommagées. Le rapport des premières fouilles, perdu pendant la Seconde Guerre mondiale, n'a été retrouvé qu'en 2004, et a été analysé par une équipe de chercheurs polonais de Gdańsk, Varsovie, Cracovie et Lublin.

## Aire géographique
La culture de Wielbark (ou de Willenberg-Malbork) a commencé par recouvrir l'espace de la culture antérieure d’Oxhoeft, autour des villes actuelles de Gdańsk et Chełmno (qui s'appelait Culm jusqu'en 1945). Par la suite elle s'étendit à la région des lacs (Suisse kachoube) et à la région de Poznań, plus au sud.
Plusieurs villages établis dans la première moitié du IIIe siècle le long de la mer Baltique (que les anciens appelaient alors « mer des Suèves », Mare Suevicum ou « mer des Germains », Mare Germanicum), à l'exception de la vallée de la Vistule, témoignent de cette culture, qui s'étendit par la suite vers la région continentale qui allait devenir (vers l'an mil) la Mazovie et la Petite-Pologne sur la rive orientale de la Vistule, puis l’Ukraine, où elle contribua à la naissance de la culture de Tcherniakhov.
En 2000, on a mis au jour à Czarnówko, près de Lauenburg (aujourd'hui Lębork), en Poméranie, un cimetière rattaché aux cultures d'Oksywie et de Wielbark. Ces deux cultures ont atteint leur apogée avant le début de l'émigration de la population vers le sud-ouest. Une bouilloire en bronze représente des hommes portant le chignon suève.

## Description

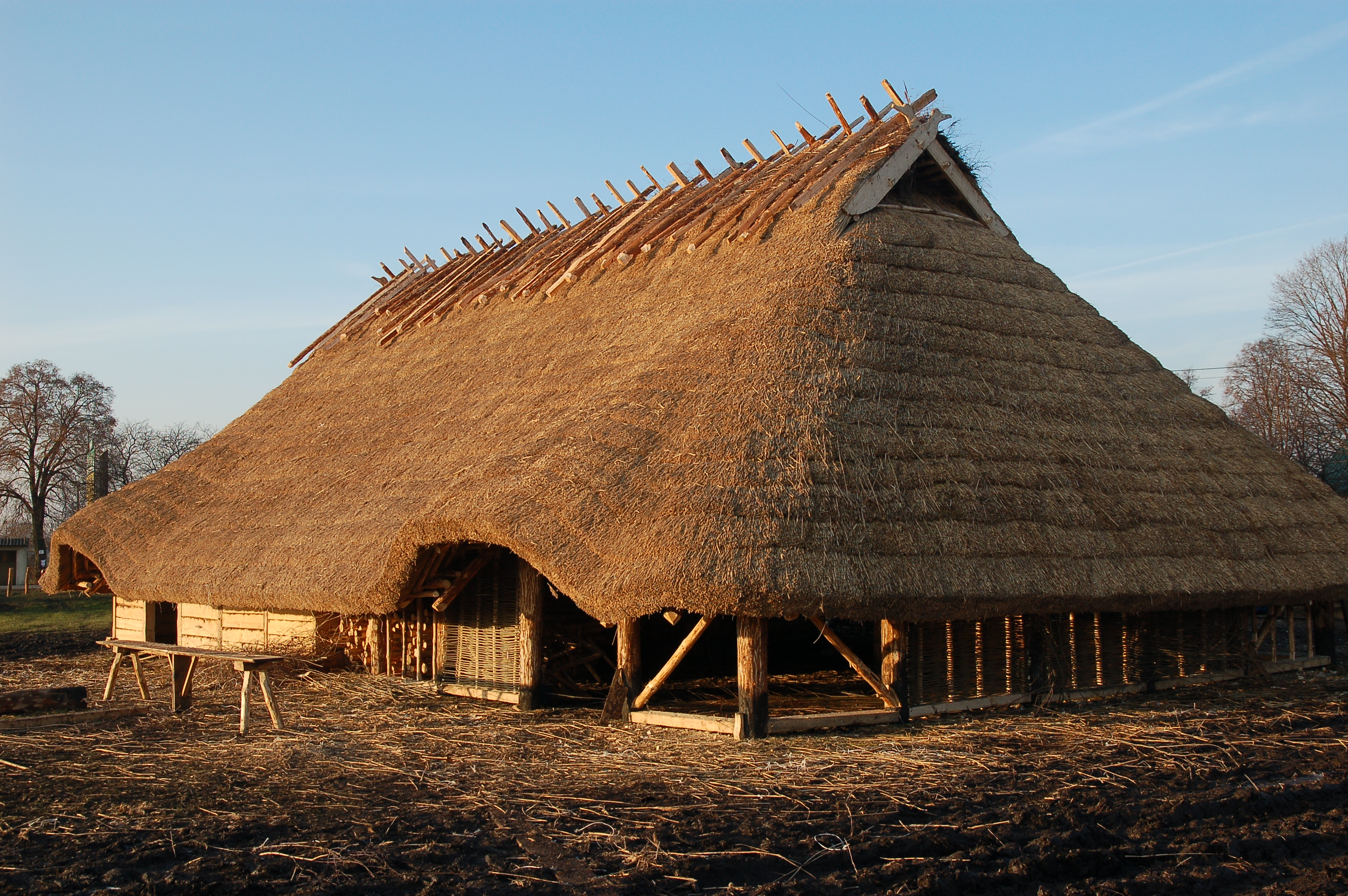
Reconstruction d'une maison de la culture de Wielbark à Masłomęcz

Il y a de nettes différences entre la culture de Przeworsk et la culture de Wielbark, et on ne décèle aucun contact entre elles.
Les peuples de la culture de Wielbark recouraient tout à la fois aux techniques de l'inhumation et de la crémation pour les rites funéraires. Le recours à l'un ou l'autre usage dépend de l'endroit. Une caractéristique de cette culture, qu'elle partage avec les peuples de Scandinavie méridionale, est la constitution de tumulus recouverts d'alignements lithiques : cercles de pierre, stèles isolées ou pavages variés. Contrairement à la culture de Przeworsk, les sépultures de Wielbark excluent les armes. Les offrandes funéraires consistent essentiellement en ornements et costumes, bien que quelques tombes contiennent des étriers, qui sont les seuls attributs guerriers retrouvés. Un autre aspect de la culture de Wielbark est l'emploi du bronze pour former des ornements et des accessoires. L'argent était peu utilisé et l'or, rarement. La présence de fer est exceptionnelle.

## Lien avec les témoignages sur les Goths

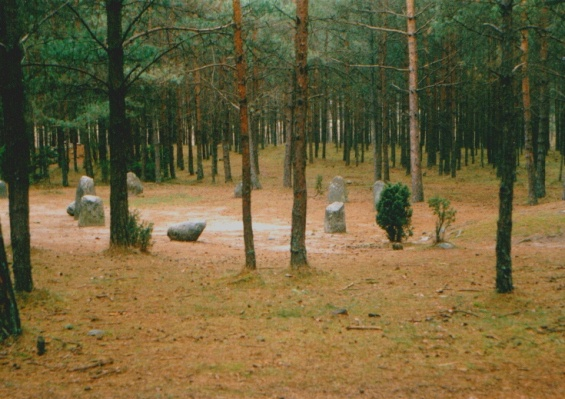
Un cercle de pierre dans le nord de la Pologne.

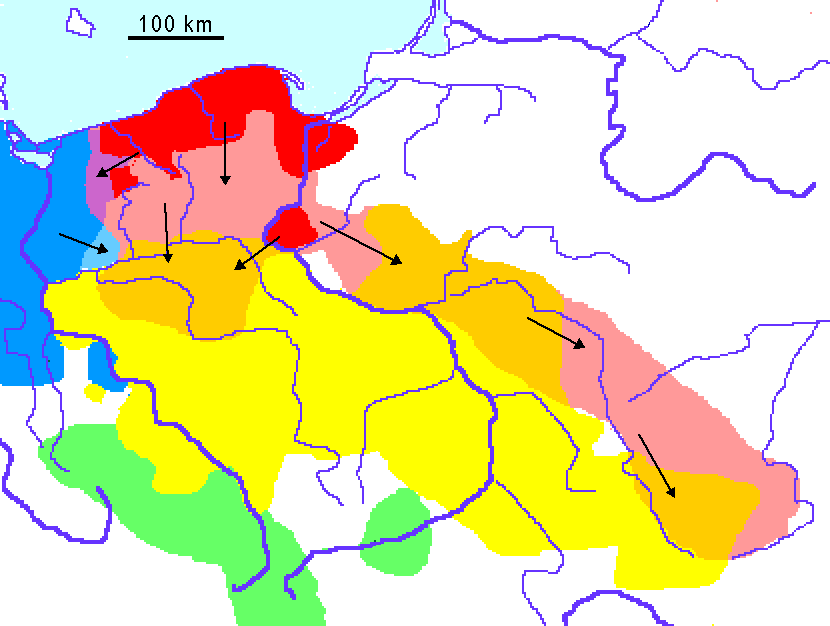
En rouge, la culture d’Oksywie et la première culture de Wielbark ; en rouge et rose, deuxième phase de Wielbark ; en orange, reflux de Przeworsk ;
en bleu, culture de Jastorf (en mauve, territoire cédé à Wielbark, et en bleu clair son expansion) ;
en jaune, culture de Przeworsk, supplantée par Wielbark (orangé)

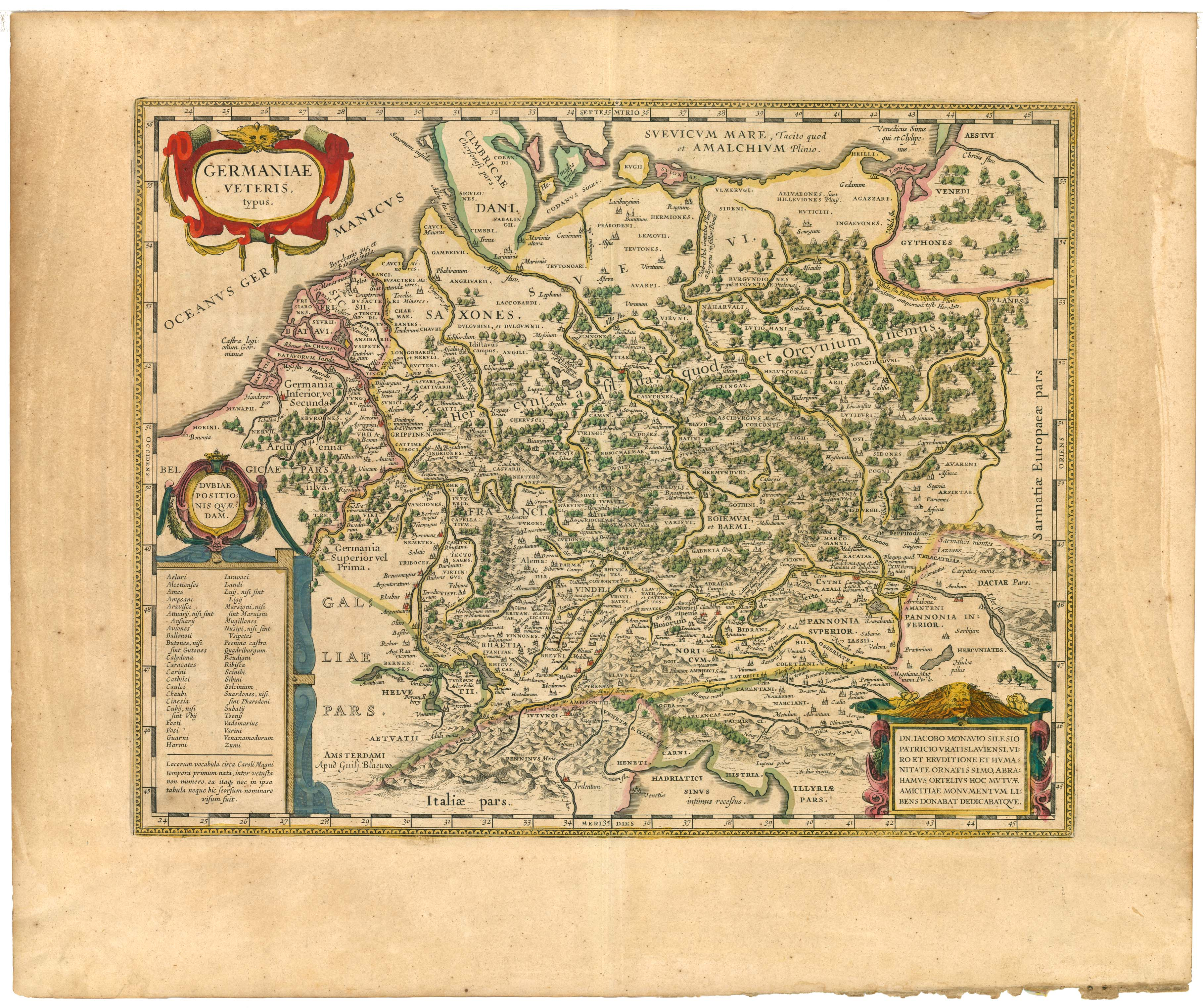
L'« Allemagne antique » (Germaniae veteris typus) : Aestui, Venedi et Gythones dans le coin supérieur droit de cette carte des érudits Willem and Joan Blaeu), 1645.

La culture de Wielbark est mise en parallèle avec le récit de l'historien Jordanès relatif au départ des Goths du pays de  Scandza (la Scandinavie) et leur établissement à Gothiscandza (de). Selon l'historien, ils auraient chassé les Vandales en occupant ces territoires. Le village de Gothiscandza se trouvait à l'embouchure de la Vistule, et ce pays passait pour celui des Gutones (selon Pline l'Ancien) ou des Gothones (chez Tacite) :

« Par delà les Lyges vivent les Gothones, dirigés par un roi plus fermement que les autres Germains, mais non au point de ne pas avoir de liberté. Puis plus loin le long de l'Océan, les Ruges et les Lemoviens ; lesquels se distinguent parmi toutes ces nations par leurs boucliers ronds, leurs épées courtes et le dévouement à leurs rois. »

— Tacite, La Germanie
Les noms donnés par Pline l'Ancien et Tacite sont voisins de *Gutaniz, restitution de la forme proto-germanique de Gutans (aussi Gutar), noms que les Goths (et les habitants de Gotland) se donnaient eux-mêmes.
Si certains auteurs ont suggéré que le nombre de trois navires Goths débarquant dans le delta de la Vistule est purement symbolique, d'autres affirment qu'un des navires était celui des Gépides, un autre celui des Ostrogoths et le troisième celui des Wisigoths. Selon une troisième interprétation, ces navires ne transportaient que le clan de la famille du roi Amal Ier.
On[Qui ?] met aujourd'hui en doute l'équivalence absolue entre la culture de Wielbark et celle des Goths. D'ailleurs il est établi que le développement de Wielbark n'est pas uniquement lié à une immigration scandinave[réf. nécessaire] : la culture de Wielbark serait d'abord une évolution de la culture autochtone d’Oksywie, dont elle recouvre (au début) exactement l'espace géographique, et les sites funéraires. Les villages auraient été peuplés d'autochtones aussi bien que d'arrivants scandinaves. Il est vraisemblable que les Goths aient été la tribu dominante de la région, dans la mesure où Jordanès signale que les Goths ont soumis les autochtones :

« Bientôt, de là ils gagnèrent les parages des Ulméruges, qui en ce temps peuplaient les rivages de l'océan, et après avoir dressé leur camp, les attaquèrent et les chassèrent des terres qu'ils occupaient. Puis ils soumirent leurs voisins, les Vandales, remportant de nouvelles victoires. Mais lorsque la population devint trop importante, Filimer, fils de Gadaric et cinquième roi depuis Bérig, décida de quitter ce pays avec les familles et mit en marche l'armée des Goths. »

— Jordanès, Histoire des Goths, I, 4
On pense aujourd'hui que les villages des Goths (évoqués par Jordanès puis plus tard par Hartmann Schedel) le long de la Mare Germanicum (l'actuelle Pologne), sont ceux des cimetières à tumulus où se dressent les cercles de pierre et les stèles isolées (ils renvoient à des rites funéraires abondamment attestés par les nécropoles de Gotland et de Götaland). On retrouve ces sépultures le long de la Vistule et en Suisse cachoube jusqu'à la région de Koszalin (site de Grzybnica). Ils sont apparus dans la seconde moitié du Ier siècle.
Mais selon certains historiens contemporains allemands, les vestiges archéologiques ne permettent pas de prouver qu'il y a bien eu une immigration scandinave, ce qui bat en brèche la présentation des origines (Origo gentis) que donne Jordanès. A contrario, les résultats de paléogénétique montrent que la population de la culture de Wielbark de Pologne est principalement d'ascendance scandinave orientale, soutenant une origine suédoise pour les groupes germaniques de l'Est.
La culture de Wielbark se présente comme une société formée d'apports scandinaves goths et gépides, et d'autochtones (essentiellement des Vandales, des Venèdes et des Ruges,). Au cours du IIIe siècle, la communauté de Wielbark abandonne ses villages et émigre vers le pays d'Oium (en), en Ukraine, où elle fonde un nouvel empire.